# Sidi Jaber
Sidi Jaber (en arabe : سيدي جابر) est une ville du Maroc. Elle est située dans la région de Béni Mellal-Khénifra.

### Sources
- (en) Sidi Jaber sur le site de Falling Rain Genomics, Inc.